# Kennedy Meadows
Kennedy Meadows è un census-designated place (CDP) degli Stati Uniti d'America, situato nello stato della California, nella contea di Tulare.

## Citazioni letterarie
L'area di Kennedy Meadows viene citata dalla scrittrice statunitense Cheryl Strayed nel suo romanzo best-seller Wild - Una storia selvaggia di avventura e rinascita, come uno dei punti di rifornimento principali per il suo viaggio lungo la Pacific Crest Trail.